# Prismatina
La prismatina és un mineral de la classe dels silicats anomenat així en referència a l'hàbit prismàtic dels seus cristalls.

## Característiques
La prismatina és un silicat de fórmula química (◻,Fe,Mg)(Mg,Al,Fe)₅Al₄Si₂(Si,Al)₂(B,Si,Al)(O,OH,F)22. Cristal·litza en el sistema ortoròmbic. La seva duresa a l'escala de Mohs és 6,5 a 7.
Segons la classificació de Nickel-Strunz, la prismatina pertany a «09.BJ: Estructures de sorosilicats amb anions Si₃O10, Si₄O11, etc.; cations en coordinació octaèdrica [6] i major coordinació» juntament amb els següents minerals: rosenhahnita, trabzonita, thalenita-(Y), fluorthalenita-(Y), tiragal·loïta, medaïta, ruizita, ardennita-(As), ardennita-(V), kilchoanita, kornerupina, orientita, zunyita, hubeïta i cassagnaïta.

## Formació i jaciments
S'ha descrit en argiles riques en bor afectades per metamorfisme de la fàcies granulita. Se n'han trobat exemplars a l'Antàrtida, així com en diferents estats com ara el Canadà, Alemanya, Eslovàquia, Suècia, Tadjikistan, els EUA o Zimbàue.